# Boaz
Pour un article plus général, voir Jakin et Boaz.
Pour les articles homonymes, voir Boaz (homonymie).
Boaz ou Booz, de l'hébreu בעז (bō`az) « en lui (est) la force », est un personnage du Livre de Ruth, qui fait partie de la Bible. Sa transcription dans la Bible grecque des Septante est Βοόζ, ce qui explique qu'il ait longtemps été retranscrit Booz en français. D'après le Livre de Ruth et le Premier livre des Chroniques, il est un fils de Salmôn ; l'Évangile selon Matthieu ajoute que sa mère se nomme Rahab.

## Historique
Riche propriétaire terrien de Bethléem, il est le fils de Salmôn et Rahab, et il épouse la veuve Ruth qui vient glaner dans ses champs et dont le premier mari lui était apparenté ; leur fils Obed est le père de Jessé, lui-même père du roi David.

## Postérité
Victor Hugo a consacré le poème « Booz endormi » à la rencontre de Booz avec Ruth dans La Légende des siècles.
Théodore Chassériau a présenté au Salon de 1837 le tableau Ruth et Booz.

## Autres significations
Outre le nom d'un personnage biblique, Booz est aussi le nom donné dans la Bible à la colonne qui était située à gauche de l'entrée du Temple de Salomon.